# Глазунов, Сергей Георгиевич
Сергей Георгиевич Глазунов (30 июля 1908, Шадринск, Пермская губерния — 4 июля 2001, Москва) — учёный в области материаловедения; доктор технических наук (1963), профессор (1970).  Лауреат Ленинской премии и Государственной премии СССР.

## Биография
С. Г. Глазунов родился 30 июля 1908 года в городе Шадринске Шадринского уезда Пермской губернии, ныне город областного подчинения Курганской области.
В 1917 году от чахотки умерла мать, Агния Васильевна, а в 1920 отец, Георгий Порфирьевич, первый редактор городской газеты «Исеть». Вместе со старшей сестрой и младшим братом Сергей попал в приют (Сестра, Зина, умерла в приюте; о судьбе брата Петра ничего не известно). Здесь же - в трудовой коммуне - Сергей получил среднее образование и в 1927 г. отправил документы в Свердловск для поступления в Уральский политехнический институт. Однако документы были утеряны, и к экзаменам Глазунов С.Г. допущен не был. Он остался в городе, работал сначала в переплётной мастерской, а после её закрытия - у частного переплётчика.
В 1928 г. Глазунов С.Г. поступил в УПИ на факультет цветных металлов и параллельно проводил занятия по математике для выпускников рабфака. В 1930 г. институт был реорганизован, и факультет перевели в Москву, где был создан Московский институт цветных металлов и золота, который Глазунов С.Г. закончил в 1932 г. В этом же году поступил на работу во Всероссийский научно-исследовательский институт авиационных материалов (ВИАМ), став одним из первых его сотрудников.
В конце 1940 года Глазунов С.Г. был командирован в Германию в качестве технического специалиста по приёмке полуфабрикатов из алюминиевых и магниевых сплавов. После начала войны, в июне—декабре 1941 года находился в пересыльном лагере на территории бывшей Югославии. Затем, в числе других, был отправлен в Турцию для обмена на граждан Германии. После возвращения в СССР назначен заместителем начальника лаборатории ВИАМ, где решил проблему отливки конструкции лафета самолётной пушки. В 1944—1945 гг. находился в бригаде учёных ВИАМ по ремонту техники на 2-м Белорусском фронте. Член ВКП(б) С.Г. Глазунов воинского звания не имел.
В 1947—1949 гг. был техническим представителем СССР по приёмке металлов в Великобритании.
В 1951—1980 гг. — начальник лаборатории титановых сплавов ВИАМ. Один из организаторов международных конференций по титану, 1-я прошла в 1968 году в Лондоне; 3-я — в 1976 в Москве, 9-я — в 1999 в Санкт-Петербурге (последняя 11-я — в 2007 в Киото (Япония), после смерти учёного).
В 1981—1996 гг. — начальник сектора новых технологий и интерметаллидных сплавов.
В 1997—1999 гг. — консультант в ВИАМ.
Сергей Георгиевич Глазунов умер 4 июля 2001 года в Москве. Похоронен на Пятницком кладбище Москвы (участок № 16).

## Научная деятельность
В первые годы своей научной деятельности в ВИАМе Глазунов С. Г. работал в области алюминиевых сплавов и был одним из авторов создания высокопрочных сплавов марки «ВВ» и одним из инициаторов внедрения фасонного алюминиевого литья в самолётостроении. Разработал высокопрочные алюминиевые сплавы АЛ7, АЛ9 и др.
При работе с алюминиевыми сплавами Глазунов С.Г. обратил внимания на титан как модификатор сплавов. Им была разработана титан-алюминиевая лигатура с 5%-ным содержанием титана. После этого микролегирование алюминиевых сплавов титаном вошло в промышленную технологию. В 1933 г. в научно-техническом журнале «Техника воздушного флота» была опубликована его статья «Изготовление алюмо-титановых лигатур».
Является одним из основоположников отечественной науки о титане и организатором его промышленного производства. Внес большой вклад в разработку технологии получения высококачественного титана из отечественных руд, технологии и оборудования для вакуумной дуговой плавки и фасонного литья, промышленной технологии производства титановых полуфабрикатов, а также в освоение титановых сплавов в авиационной и ракетно-космической отраслях промышленности. Под его руководством проведены фундаментальные исследования в области металловедения титана, на основе которых разработано более 30 титановых сплавов.
Автор более 200 научных трудов, в том числе 5 монографий по титановым сплавам. Получил 78 авторских свидетельств и патентов.

### Избранные труды
- Белов С. П., Брун М. Я., Глазунов С. Г. и др. Металловедение титана и его сплавов / Отв. ред. С. Г. Глазунов, Б. А. Колачев. — М.: Металлургия, 1992. — 351 с. — (Титановые сплавы). — 525 экз. — ISBN 5-229-00782-6.
- Бибиков Е. Л., Глазунов С. Г., Неуструев А. А. и др. Производство фасонных отливок из титановых сплавов / Отв. редакторы С. Г. Глазунов, А. А. Неуструев. — М.: Металлургия, 1983. — 295 с. — (Титановые сплавы). — 2000 экз.
- Глазунов С. Г. О материале картеров немецких моторов жидкостного охлаждения «Даймлер-Бенц 601» и «Юмо-211». — [М.]: Нар. ком. авиац. пром-сти, [1942]. — 4 с. — (Авиационные материалы в иностранной технике : Технические заметки / Всесоюз. науч.-исслед. ин-т авиац. мат-лов «ВИАМ» ; № 5. 1942 г.).
- Глазунов С. Г. Порошковая металлургия титановых сплавов. — М.: Металлургия, 1989. — 134 с. — 1425 экз. — ISBN 5-229-00161-5.

## Награды
- Орден Ленина
- Орден Отечественной войны II степени, 4 апреля 1945 года[4]
- Медаль «За доблестный труд в Великой Отечественной войне 1941—1945 гг.»
- Медаль «За оборону Москвы»
- Ленинская премия, 1961 год
- Государственная премия СССР, 1978 год
- Заслуженный деятель науки и техники РСФСР
- Почётная Грамота Президиума Верховного Совета РСФСР

## Семья
Сергей Георгиевич Глазунов был женат. Жена (третья) — Щёткина Галина Сергеевна (1925—1996). Дети: дочь Эльвира (от первого брака), сын Сергей (от третьего).

## Увлечения
Увлекался спортом (теннис, лыжи и горный туризм).